# Franck Ferrari
Pour les articles homonymes, voir Ferrari.
Scènes principales
Opéra de Paris
Franck Ferrari est un chanteur lyrique (baryton) français né le 12 janvier 1963 à Nice, où il est mort le 18 juin 2015.

## Biographie
Né à Nice dans une famille d'origine italienne, d'un père boxeur et d'une mère basketteuse capitaine du Cavigal, il étudie au conservatoire à rayonnement régional de cette ville. Après un engagement dans les parachutistes à 18 ans, il revient à la musique. Il devient rapidement un chanteur réputé et se produit sur les grandes scènes internationales.
Il meurt en 2015 à 52 ans des suites d'un cancer du pancréas.

### Distinction
- 2006 :  Chevalier de l'ordre des Arts et des Lettres

## Répertoire
Franck Ferrari a interprété une trentaine de rôles d'opéras français et italiens du XIXe siècle, dont celui d'Escamillo dans Carmen de Bizet, qu'il a chanté tant en France sous la direction de Jean-Claude Casadesus et Michel Plasson, qu'à Los Angeles et Turin. En octobre 2010, il chante le rôle-titre du Œdipe de Georges Enesco au théâtre du Capitole de Toulouse sous la direction artistique de Nicolas Joel.
Avec le pianiste Dalton Baldwin il a enregistré l'intégrale des mélodies de Jacques Ibert.

### Rôles sur scène (extrait)
- Golaud dans Pelléas et Mélisande, Opéra de Paris (2004)
- Marcello dans La Bohème, Opéra de Paris (2005)
- Paolo dans Simone Boccanegra, Opéra de Paris (2006)
- Les quatre rôles de basse dans Les Contes d'Hoffmann, Opéra de Paris (2007)
- Œdipe dans Œdipe, Théâtre du Capitole de Toulouse (2010)
- Scarpia dans Tosca, Opéra de Paris (2011)[4]
- Capulet dans Roméo et Juliette, Opéra de la Scala de Milan (2011)